# Dilar parthenopaeus
Dilar parthenopaeus là một loài côn trùng trong họ Dilaridae thuộc bộ Neuroptera. Loài này được A. Costa miêu tả năm 1855.